# Sander Henrique Bortolotto
Sander Henrique Bortolotto (Corumbá de Goiás, 3 ottobre 1990) è un calciatore brasiliano, difensore del Cuiabá.

## Caratteristiche tecniche
È una terzino sinistro.